# Wahlkreis Triest (Senato della Repubblica)
Der Wahlkreis Triest war von 1993 bis 2005 und ist seit 2017 wieder ein Wahlkreis (italienisch collegio elettorale) für die Wahl des Senats.

## Von 1993 bis 2005

### Wahlkreisgebiet
Der Wahlkreis umfasste 3 Gemeinden: Muggia, San Dorligo della Valle und Triest.

### Wahlergebnisse

#### Parlamentswahl 1994
| Kandidaten               | Kandidaten         | Parteien                     | Stimmen | %    |
| ------------------------ | ------------------ | ---------------------------- | ------- | ---- |
|                          | Claudio Magris     | Gruppo Magris                | 61.400  | 37,9 |
|                          | Roberto Antonione  | Polo delle Libertà           | 59.602  | 36,8 |
|                          | Sergio Dressi      | Alleanza Nazionale           | 31.203  | 19,3 |
|                          | Salvatore Cusumano | Lista Pannella – Riformatori | 9.821   | 6,1  |
| Gesamt                   | Gesamt             | Gesamt                       | 162.026 | 100  |
|                          |                    |                              |         |      |
| Ungültige Stimmen        | Ungültige Stimmen  | Ungültige Stimmen            | 8.355   | 4,9  |
| Wähler                   | Wähler             | Wähler                       | 170.381 | 85,8 |
| Wahlberechtigte          | Wahlberechtigte    | Wahlberechtigte              | 198.646 |      |
|                          |                    |                              |         |      |
| Quelle: Innenministerium |                    |                              |         |      |

#### Parlamentswahl 1996
| Kandidaten               | Kandidaten            | Parteien              | Stimmen | %    |
| ------------------------ | --------------------- | --------------------- | ------- | ---- |
|                          | Giulio Camber         | Polo per le Libertà   | 77.063  | 49,8 |
|                          | Fulvio Camerini       | L’Ulivo               | 62.153  | 40,2 |
|                          | Manlio Giona          | Lega Nord             | 13.161  | 8,5  |
|                          | Giampaolo Stimamiglio | Nord Libero Autonomia | 2.411   | 1,6  |
| Gesamt                   | Gesamt                | Gesamt                | 154.788 | 100  |
|                          |                       |                       |         |      |
| Ungültige Stimmen        | Ungültige Stimmen     | Ungültige Stimmen     | 8.651   | 5,3  |
| Wähler                   | Wähler                | Wähler                | 163.439 | 82,7 |
| Wahlberechtigte          | Wahlberechtigte       | Wahlberechtigte       | 197.591 |      |
|                          |                       |                       |         |      |
| Quelle: Innenministerium |                       |                       |         |      |

#### Parlamentswahl 2001
| Kandidaten               | Kandidaten          | Parteien                             | Stimmen | %    |
| ------------------------ | ------------------- | ------------------------------------ | ------- | ---- |
|                          | Giulio Camber       | Casa delle Libertà                   | 70.799  | 46,9 |
|                          | Willer Bordon       | L’Ulivo                              | 58.585  | 38,8 |
|                          | Marino Andolina     | Partito della Rifondazione Comunista | 9.099   | 6,0  |
|                          | Nicolò Di Stefano   | Lista Emma Bonino                    | 3.782   | 2,5  |
|                          | Claudia Lanci       | Lista Di Pietro                      | 3.620   | 2,4  |
|                          | Giuseppe Cuscito    | Democrazia Europea                   | 2.551   | 1,7  |
|                          | Carlo Alberto Pizzi | Terzo Polo Autonomia                 | 2.392   | 1,6  |
| Gesamt                   | Gesamt              | Gesamt                               | 150.828 | 100  |
|                          |                     |                                      |         |      |
| Ungültige Stimmen        | Ungültige Stimmen   | Ungültige Stimmen                    | 4.819   | 3,1  |
| Wähler                   | Wähler              | Wähler                               | 155.647 | 78,2 |
| Wahlberechtigte          | Wahlberechtigte     | Wahlberechtigte                      | 199.114 |      |
|                          |                     |                                      |         |      |
| Quelle: Innenministerium |                     |                                      |         |      |

## Von 2017 bis 2020

### Wahlkreisgebiet
Der Wahlkreis umfasste 72 Gemeinden:
- alle 6 Gemeinden der Provinz Triest;
- alle 25 Gemeinden der Provinz Gorizia;
- 41 Gemeinden der Provinz Udine (Aiello del Friuli, Aquileia, Attimis, Bagnaria Arsa, Campolongo Tapogliano, Cervignano del Friuli, Chiopris-Viscone, Chiusaforte, Cividale del Friuli, Corno di Rosazzo, Dogna, Drenchia, Faedis, Fiumicello, Grimacco, Lusevera, Malborghetto Valbruna, Manzano, Moimacco, Nimis, Palmanova, Pontebba, Povoletto, Premariacco, Prepotto, Pulfero, Remanzacco, Resia, Ruda, San Giovanni al Natisone, San Leonardo, San Pietro al Natisone, San Vito al Torre, Savogna, Stregna, Taipana, Tarvisio, Terzo d’Aquileia, Torreano, Villa Vicentina und Visco).

### Wahlergebnisse

#### Parlamentswahl 2018
| Kandidaten               | Kandidaten           | Stimmen | %    | Listen                                      | Stimmen | %    |
| ------------------------ | -------------------- | ------- | ---- | ------------------------------------------- | ------- | ---- |
|                          | Laura Stabilegewählt | 100.096 | 39,4 | Lega per Salvini Premier                    | 56.097  | 22,1 |
| Forza Italia             | Laura Stabilegewählt | 100.096 | 39,4 | 29.035                                      | 11,4    |      |
| Fratelli d’Italia        | Laura Stabilegewählt | 100.096 | 39,4 | 13.188                                      | 5,2     |      |
| Noi con l’Italia – UDC   | Laura Stabilegewählt | 100.096 | 39,4 | 1.776                                       | 0,7     |      |
|                          | Riccardo Illy        | 67.269  | 26,5 | Partito Democratico                         | 55.698  | 21,9 |
| +Europa                  | Riccardo Illy        | 67.269  | 26,5 | 9.043                                       | 3,6     |      |
| Italia Europa Insieme    | Riccardo Illy        | 67.269  | 26,5 | 1.474                                       | 0,6     |      |
| Civica Popolare          | Riccardo Illy        | 67.269  | 26,5 | 1.054                                       | 0,4     |      |
|                          | Pietro Neglie        | 65.796  | 25,9 | Movimento 5 Stelle                          | 65.796  | 25,9 |
|                          | Serena Pellegrino    | 8.538   | 3,4  | Liberi e Uguali                             | 8.538   | 3,4  |
|                          | Monica Tess          | 2.765   | 1,1  | CasaPound Italia                            | 2.765   | 1,1  |
|                          | Claudia Cernigoi     | 2.740   | 1,1  | Potere al Popolo!                           | 2.740   | 1,1  |
|                          | Manuela Fragiacomo   | 1.879   | 0,7  | Il Popolo della Famiglia                    | 1.879   | 0,7  |
|                          | Jeanpierre Dambra    | 1.324   | 0,5  | Italia agli Italiani (FT – FN)              | 1.324   | 0,5  |
|                          | Marcello Malusà      | 938     | 0,4  | Partito Valore Umano                        | 938     | 0,4  |
|                          | Fulvio Zorzenon      | 845     | 0,3  | Per una Sinistra Rivoluzionaria (SCR – PCL) | 845     | 0,3  |
|                          | Elisabetta Basso     | 806     | 0,3  | Patto per l’Autonomia                       | 806     | 0,3  |
|                          | Martina Digovic      | 607     | 0,2  | Siamo                                       | 607     | 0,2  |
|                          | Walter Claut         | 393     | 0,2  | Lista del Popolo per la Costituzione        | 393     | 0,2  |
|                          | –                    | 198     | 0,1  | Rinascimento MIR                            | 198     | 0,1  |
| Gesamt                   | Gesamt               | 254.194 | 100  |                                             | 254.194 | 100  |
|                          |                      |         |      |                                             |         |      |
| Ungültige Stimmen        | Ungültige Stimmen    | 8.290   | 3,2  |                                             |         |      |
| Wähler                   | Wähler               | 262.484 | 73,2 |                                             |         |      |
| Wahlberechtigte          | Wahlberechtigte      | 358.739 |      |                                             |         |      |
|                          |                      |         |      |                                             |         |      |
| Quelle: Innenministerium |                      |         |      |                                             |         |      |

## Seit 2020

### Wahlkreisgebiet
Der Wahlkreis umfasst alle 215 Gemeinden der Region.

### Wahlergebnisse

#### Parlamentswahl 2022
| Kandidaten                          | Kandidaten          | Stimmen | %    | Listen                                                  | Stimmen | %    |
| ----------------------------------- | ------------------- | ------- | ---- | ------------------------------------------------------- | ------- | ---- |
|                                     | Luca Cirianigewählt | 298.277 | 50,3 | Fratelli d’Italia                                       | 191.341 | 32,3 |
| Lega per Salvini Premier            | Luca Cirianigewählt | 298.277 | 50,3 | 64.534                                                  | 10,9    |      |
| Forza Italia                        | Luca Cirianigewählt | 298.277 | 50,3 | 37.746                                                  | 6,4     |      |
| Noi Moderati                        | Luca Cirianigewählt | 298.277 | 50,3 | 4.656                                                   | 0,8     |      |
|                                     | Furio Honsell       | 153.946 | 26,0 | Partito Democratico – Italia Democratica e Progressista | 109.393 | 18,5 |
| Alleanza Verdi e Sinistra           | Furio Honsell       | 153.946 | 26,0 | 22.257                                                  | 3,8     |      |
| +Europa                             | Furio Honsell       | 153.946 | 26,0 | 20.063                                                  | 3,4     |      |
| Impegno Civico – Centro Democratico | Furio Honsell       | 153.946 | 26,0 | 2.233                                                   | 0,4     |      |
|                                     | Giuliano Castenetto | 48.703  | 8,2  | Azione – Italia Viva                                    | 48.703  | 8,2  |
|                                     | Stefano Patuanelli  | 43.777  | 7,4  | Movimento 5 Stelle                                      | 43.777  | 7,4  |
|                                     | Antonino Iracà      | 17.929  | 3,0  | Italexit per l’Italia                                   | 17.929  | 3,0  |
|                                     | Fabio Camillucci    | 10.881  | 1,8  | Italia Sovrana e Popolare                               | 10.881  | 1,8  |
|                                     | Pierumberto Starace | 8.912   | 1,5  | Vita                                                    | 8.912   | 1,5  |
|                                     | Emilia Accomando    | 6.891   | 1,2  | Unione Popolare                                         | 6.891   | 1,2  |
|                                     | Valentina Baldacci  | 2.387   | 0,4  | Alternativa per l’Italia (PdF – Exit)                   | 2.387   | 0,4  |
|                                     | Enrico Masiero      | 803     | 0,1  | Noi di Centro – Europeisti                              | 803     | 0,1  |
| Gesamt                              | Gesamt              | 592.506 | 100  |                                                         | 592.506 | 100  |
|                                     |                     |         |      |                                                         |         |      |
| Ungültige Stimmen                   | Ungültige Stimmen   | 27.429  | 4,4  |                                                         |         |      |
| Wähler                              | Wähler              | 619.935 | 66,2 |                                                         |         |      |
| Wahlberechtigte                     | Wahlberechtigte     | 936.273 |      |                                                         |         |      |
|                                     |                     |         |      |                                                         |         |      |
| Quelle: Innenministerium            |                     |         |      |                                                         |         |      |